# Petri Kotwica

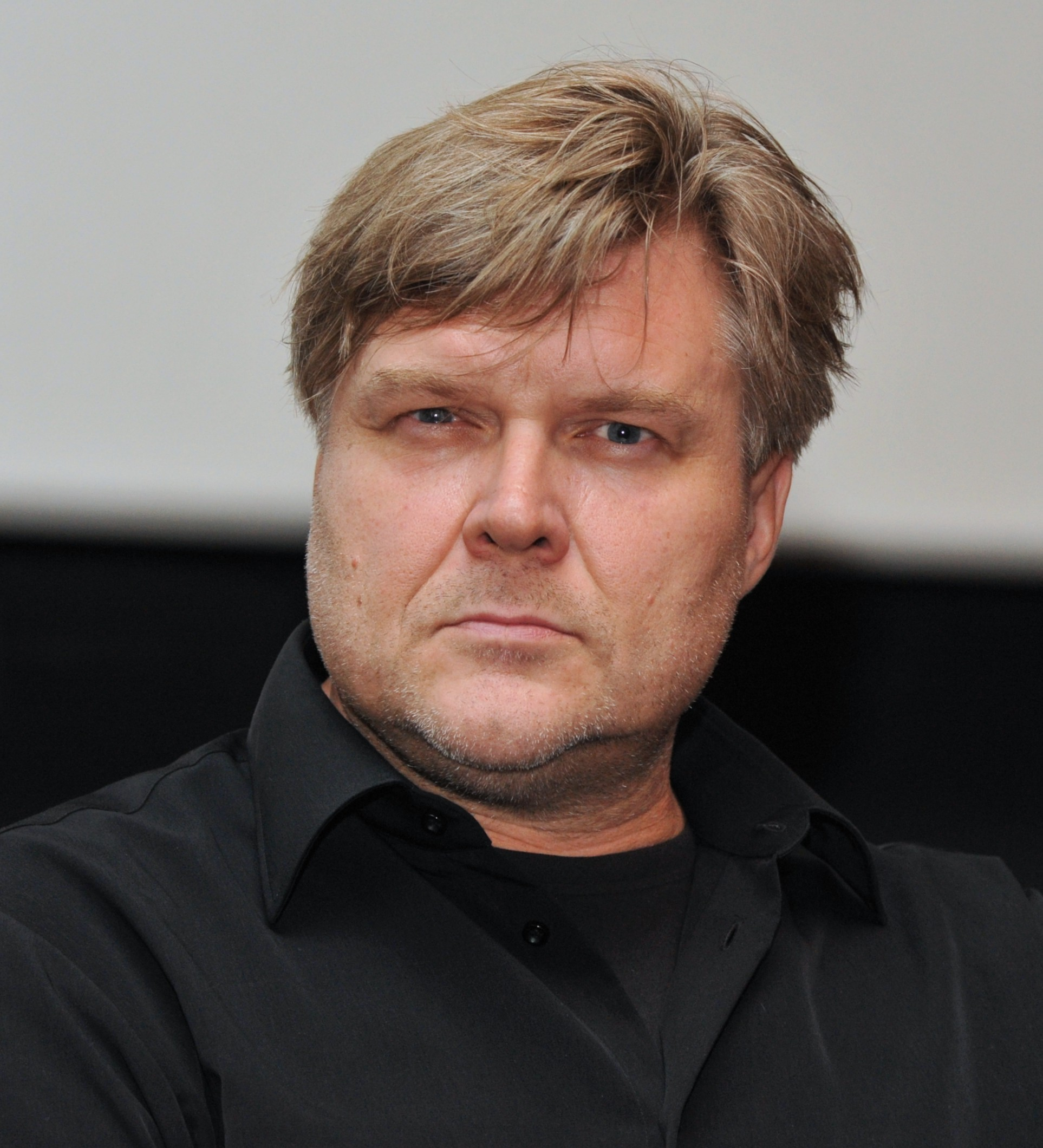
Petri Kotwica, 2011

Petri Kotwica (* 1964 in Pargas) ist ein finnischer Filmregisseur und Drehbuchautor.
Kotwica hat von 1992 bis 1998 Philosophie und Literatur an der Universität Helsinki studiert. Danach folgte ein Filmstudium an der Hochschule für Kunst und Design Helsinki. Nach zahlreichen Kurzfilmen realisierte er 2005 mit Koti-ikävä („Heimweh“) seinen ersten langen Spielfilm. Das Jugenddrama erzählt von einem Siebzehnjährigen, der nach einem Suizidversuch in eine Jugendpsychiatrie gebracht wird.
In seinem nächsten Film Musta jää („Schwarzes Eis“, 2007) sucht eine Frau die Geliebte ihres Mannes auf, um sie näher kennenzulernen. Der Film wurde mit dem Jussi in sechs Kategorien ausgezeichnet und lief im Wettbewerb der Berlinale 2008.